# 白馬鎮 (漣源市)
白馬鎮（はくばちん）とは、中国湖南省婁底市漣源市に位置する鎮である。

## 地理
面積は96平方キロメートルで耕地面積は約2.1平方キロメートルで、そのうち約1.5平方キロメートルが水田、
約0.57平方キロメートルが乾燥地，約7.14平方キロメートルが森林地帯になっている。

## 行政区画
田心坪社区、老街社区、百坪村、趙家村、桐石村、桃子村、三協村、徐南村、矮辺村、金鳳村、郁渓村、井洋村、牛角山村、楊橋村、田心村、泉塘村、王家村、帰東村、廖里村、白馬村、樟木村、鄒家村、鐘霊村、松柏村、黄泥村、泉冲村、楠木山村、学足村、桃林村、洪田村、隔山村、盧江辺村、井流村、廟辺村、大秀村、査林村、漣河村、三団村、楊世村、漿渓村、出石村、興隆村、文化村、孫家橋村、羅坪村、咸蟠村